# Bart-Jan van den Boogaart
Bart-Jan van den Boogaart (30 juli 1964) is een Nederlandse bowler. Hij is getrouwd met voormalig bowlster Annemiek van den Boogaart. Samen hebben ze een dochter.

## Wedstrijden
Van den Boogaart heeft aan diverse internationale bowlingwedstrijden meegedaan, zoals:
- In 1985 behaalde hij zilver in de duo (met Erik van Sabben) op het European Championships Tenpin Bowling For Men in Wenen.[1]
- In 1987 behaalde hij brons in de trio (met Cyriel Winters en Tom Plummen) op het World Championships Tenpin Bowling For Men in Helsinki.[2]
- In 1990 behaalde hij goud op het Brunswick's International Tournament of Bowling Champions in Lynnwood.[3]
- In 1992 eindigde hij bij de eerste acht op de 28e AMF Bowling World Cup in Le Mans.[4]
- In 1992 was hij de sterkste mannelijke speler op de Africa Cup en de South Africa Masters in Zuid-Afrika.[5]

## Kampioenschappen
Hij kwam voor uit voor het Nederlands team tijdens de volgende kampioenschappen:
- Europese Jeugdkampioenschappen 1982 Stuttgart
- Intermediate Cup 1982 Malmö
- Europese Kampioenschappen 1985 Wenen
- Europacup tot 23 jaar 1987 Dublin
- Wereldkampioenschappen 1987 Helsinki
- Europacup 1988 Barcelona
- Europese kampioenschappen 1989 Den Bosch
- Europacup 1990 Wenen
- Goodwill games 1990 Seattle
- Wereldkampioenschappen 1991 Singapore
- Europacup 1992 Aalborg
- AMF World Cup 1992 Le Mans
- Afrika Cup 1992 Zuid-Afrika
- Europese kampioenschappen 1993 Malmö
- Europacup 1994 Scheveningen
- World Team Cup 1994 Kuala Lumpur
- Enkele tientallen Interlands, demonstraties en toernooien over de hele wereld verspreid.